# Медвянець жовтобровий
Медвя́нець жовтобровий (Melidectes rufocrissalis) — вид горобцеподібних птахів родини медолюбових (Meliphagidae). Ендемік Нової Гвінеї.

## Підвиди
Виділяють три підвиди:
- M. r. rufocrissalis Mertens, 1923 — центр острова;
- M. r. thomasi Mertens, 1923 — південні схили гір на сході острова;
- M. r. stresemanni Meyer, AB, 1886 — гори Херцога[en].

## Поширення і екологія
Жовтоброві медвянці живуть у вологих гірських тропічних лісах Центрального хребта.